# 东公园街道
东公园街道，是中华人民共和国辽宁省抚顺市新抚区下辖的一个乡镇级行政单位。2019年11月29日，撤销东公园街道，将其所辖行政区域划归榆林街道管辖。

## 行政区划
东公园街道下辖以下地区：
丽翠社区、新光社区、凤翔社区、凤东社区、三合社区、华龙社区、公园社区和水源社区。